# Dame (Schach)
Die Dame (Unicode: ♕ U+2655, ♛ U+265B) ist die stärkste Figur beim Schachspiel. Zusammen mit dem Turm gehört sie zu den Schwerfiguren. Zu Anfang der Partie hat jeder Spieler eine Dame. Sie steht in der Grundstellung auf der d-Linie neben dem König und ähnelt diesem optisch in vielen Figurensätzen.

## Zugmöglichkeiten und Wert
|   | a | b | c | d | e | f | g | h |   |
| 8 |   |   |   |   |   |   |   |   | 8 |
| 7 |   |   |   |   |   |   |   |   | 7 |
| 6 |   |   |   |   |   |   |   |   | 6 |
| 5 |   |   |   |   |   |   |   |   | 5 |
| 4 |   |   |   |   |   |   |   |   | 4 |
| 3 |   |   |   |   |   |   |   |   | 3 |
| 2 |   |   |   |   |   |   |   |   | 2 |
| 1 |   |   |   |   |   |   |   |   | 1 |
|   | a | b | c | d | e | f | g | h |   |

Die Dame ist eine sehr wendige und schnelle Figur. Sie verbindet die Zugmöglichkeiten eines Turms mit der eines Läufers.
Die Dame darf auf jedes freie Feld derselben Linie, Reihe oder Diagonale ziehen, ohne jedoch über andere Figuren zu springen und vereint somit die Wirkung eines Turms und eines Läufers in sich. Damit ist die Dame die beweglichste aller Figuren.
Der Tauschwert einer Dame entspricht neun Bauerneinheiten und ist damit eine Bauerneinheit weniger wert als zwei Türme (mit jeweils fünf Bauerneinheiten), jedoch eine mehr als ein Turm und ein Läufer oder Springer (letztere beide mit jeweils etwa drei Bauerneinheiten). Dies ist jedoch auch von der aktuellen Spielsituation abhängig. Der Wert von zwei Türmen wird stärker eingeschätzt, weil sie sich gegenseitig decken und unterstützen können. Zwei Türme können beispielsweise einen gegnerischen König am Rand des Brettes matt setzen. Eine Dame benötigt dazu die Unterstützung des eigenen Königs.

## Geschichte

Dame auf einer Wohlfahrtsmarke (BRD 1972)

Im Urschach, dem Chaturanga, nahm der Mantrin den Platz der heutigen Dame ein. Dieser Ratgeber oder Minister war die schwächste Figur auf dem Brett, ihre Zugweise beschränkte sich auf jeweils ein Feld in der Diagonalen. Die Perser nannten die Dame im Schachspiel farzin, wobei dieses Wort zugleich ein Synonym für wazir ist, mit der Bedeutung ‚Minister‘. Im Arabischen wird diese Schachfigur als firz bezeichnet. Mit der Einführung des Spiels nach Europa wurde daraus Ferz oder Fers. Aufgrund der ähnlichen Aussprache von Fers zum französischen vierge (Jungfrau) sowie der räumlichen Nähe zur Figur des Königs bürgerte sich der Begriff Dame oder Königin ein.
Um 1490 setzte sich die heutige Zugweise dieser Figur durch. Gründe für die Verstärkung der Figur waren möglicherweise die herausragende Rolle mancher mittelalterlicher Königinnen (so entstand eine der frühesten Quellen für die moderne Zugweise unter der Herrschaft Isabellas I. von Kastilien) und die Verehrung der Maria, die in Gedichten als „Fierce Dieu“ (‚Ferz Gottes‘) dargestellt wurde.

## Die Dame in den drei Spielphasen

### In der Eröffnung
In der Regel sollte die Dame nicht zu früh gespielt werden, da das Abwehren gegnerischer Angriffe zusätzliche Tempi kostet und dem Gegner Gelegenheit gibt, seine Figuren zu entwickeln. In der Regel ist es deshalb sinnvoller, in der Eröffnung zunächst die Leichtfiguren, also Springer und Läufer, zu entwickeln und zu rochieren. Eine wichtige Ausnahme von dieser Regel stellt etwa die Skandinavische Verteidigung dar, bei der die Dame in der Hauptvariante bereits im zweiten Zug gespielt wird.

### Im Mittelspiel
|   | a | b | c | d | e | f | g | h |   |
| 8 |   |   |   |   |   |   |   |   | 8 |
| 7 |   |   |   |   |   |   |   |   | 7 |
| 6 |   |   |   |   |   |   |   |   | 6 |
| 5 |   |   |   |   |   |   |   |   | 5 |
| 4 |   |   |   |   |   |   |   |   | 4 |
| 3 |   |   |   |   |   |   |   |   | 3 |
| 2 |   |   |   |   |   |   |   |   | 2 |
| 1 |   |   |   |   |   |   |   |   | 1 |
|   | a | b | c | d | e | f | g | h |   |

Im Mittelspiel sollte die Dame zentriert werden, um ihre Kraft entwickeln zu können. Vor allem die Besetzung offener Linien und Diagonalen ist anzustreben, da sie dort ihre große Stärke, die Reichweite, ausspielen kann. Nicht selten ist es die Dame selbst, die die Angriffe des Spielers durchführt, nachdem von den anderen Figuren die dafür nötigen Voraussetzungen geschaffen worden sind. Ein in der Literatur sehr beliebtes, wenn auch in der Praxis selten vorkommendes Motiv ist das Damenopfer. Hierbei wird die Dame gegen deutlich schwächere Figuren geopfert, um einen spielentscheidenden Vorteil zu erlangen, beispielsweise ein direkter Mattangriff im Idealfalle.
Die Diagrammstellung zeigt ein Beispiel für ein Damenopfer: Nachdem Schwarz einem Schach auf der Grundreihe ausgewichen war, drohte er gleich auf drei verschiedene Arten matt zu setzen: 50. … De1#, 50. … Df1# oder 50. … Dg2#. Carlsen spielt jedoch 50. Dh6+!. Schwarz muss die Dame schlagen. Falls er mit dem König schlägt (50. … Kxh6), setzt der eine Turm matt: 51. Th8#. Schlägt er jedoch mit dem Bauern 50. … gxh6, ist es der andere Turm: 51. Txf7#. Da Karjakin erkannte, dass das Matt unausweichlich war, gab er die Partie auf, womit Carlsen seinen Weltmeistertitel verteidigte.

### Im Endspiel
Das Endspiel Dame und König gegen König ist leicht zu gewinnen. Das Mattsetzen verläuft ähnlich wie mit dem Turm, indem der gegnerische König an den Rand gedrängt wird. Unerfahrenen Spielern passiert es gelegentlich, dass sie den gegnerischen König in der Ecke des Brettes patt setzen, anstatt die Mattstellung zu erreichen. 
Haben beide Spieler noch Bauern auf dem Brett und jeweils eine Dame, so ist der Ausgang oft unklar. Aufgrund der großen Beweglichkeit der Figur können sich eher überraschende Wendungen ergeben, als das in Turmendspielen der Fall ist. 
In Endspielen gegen zwei Türme ist die Dame meist im Nachteil, weil sich die Türme gegenseitig decken und unterstützen können.

## Damenfang
|   | a | b | c | d | e | f | g | h |   |
| 8 |   |   |   |   |   |   |   |   | 8 |
| 7 |   |   |   |   |   |   |   |   | 7 |
| 6 |   |   |   |   |   |   |   |   | 6 |
| 5 |   |   |   |   |   |   |   |   | 5 |
| 4 |   |   |   |   |   |   |   |   | 4 |
| 3 |   |   |   |   |   |   |   |   | 3 |
| 2 |   |   |   |   |   |   |   |   | 2 |
| 1 |   |   |   |   |   |   |   |   | 1 |
|   | a | b | c | d | e | f | g | h |   |

Diagramm 1: Ein früher Damenfang: Stellung nach 4. Lf1–d3
|   | a | b | c | d | e | f | g | h |   |
| 8 |   |   |   |   |   |   |   |   | 8 |
| 7 |   |   |   |   |   |   |   |   | 7 |
| 6 |   |   |   |   |   |   |   |   | 6 |
| 5 |   |   |   |   |   |   |   |   | 5 |
| 4 |   |   |   |   |   |   |   |   | 4 |
| 3 |   |   |   |   |   |   |   |   | 3 |
| 2 |   |   |   |   |   |   |   |   | 2 |
| 1 |   |   |   |   |   |   |   |   | 1 |
|   | a | b | c | d | e | f | g | h |   |

Diagramm 2: Damenfang nach 4. … Sg4–e3
Aufgrund ihrer Zugmöglichkeiten und großen Reichweite ist der so genannte Damenfang ein eigens benanntes und relativ seltenes Schachmotiv: Die Dame wird von einer gegnerischen Figur angegriffen, ohne dass sie über Rückzugs- oder Ausweichfelder verfügt. Häufig sind dabei die eigenen Figuren ungünstig platziert bzw. die Figuren der Gegenpartei bestreichen die übrigen Felder. Im ersten Beispieldiagramm ist ein früher Damenfang abgebildet, den der Schwarze durch voreiliges Ziehen mit der Dame begünstigt hat. Nach der Zugfolge (siehe auch: Schachnotation): 1. e4 e6 2. d4 Df6? 3. e5 Df5?? 4. Ld3 kann die Dame nicht mehr ausweichen. Ein derart gravierender Materialverlust ist oftmals spielentscheidend.
Ein weiterer früher Damenfang in der Eröffnungsphase kann nach den Zügen  1. d4 Sf6 2. Sd2 e5 3. dxe5 Sg4 4. h3?? Se3 entstehen (Diagramm 2). Der Springer ist wegen des Damenausfalls nach h4 mit nachfolgendem Matt (6. g3 Dxg3#) nicht zu nehmen, die weiße Dame ist analog zum „Stickmatt“ des Königs gefangen.

## Gardez
Eine nicht mehr angewandte Regel sah vor, auf den Angriff auf die Dame mit dem Ausspruch „Gardez“ hinzuweisen.